# Red Lobster
Red Lobster är en amerikansk restaurangkedja med huvudkontor i Orlando i Florida. Företaget grundades år 1968 och den första restaurangen öppnade den 18 januari samma år i Lakeland.
Kedjan, som har mer än 600 restauranter i fem länder och 58 000 anställda, serverar rätter med nyfångad fisk och färska skaldjur som hummer, jätteräkor och krabbor.
Red Lobster har, förutom i USA, restauranger i Ecuador, Japan, Mexiko och Thailand.
I maj 2024 meddelade företaget att man skulle stänga 48 restauranger på
grund av förluster och att man övervägde att begära konkursskydd.